# Lucas Learning
Lucas Learning est une entreprise créée par George Lucas en mars 1996 en tant que filiale de LucasArts dans le but de créer des logiciels amusants et éducatifs pour l'éducation, à San Rafael en Californie,,. La société est dirigée jusqu'à sa fermeture par l'ancienne vice-présidente principale du développement et directrice de la création de MECC, Susan Schilling. L'entreprise édite des jeux de 1998 jusqu'à l'annonce de l'annulation de la version Mac de Star Wars: Super Bombad Racing vers le milieu de l'année 2001 au moment où l'entreprise quitte le marché.
En mai 1999, le Boston Herald commente l'activité de Lucas Learning et estime que la société « établit un nouveau standard en matière de développement logiciel grâce à un effort de coopération unique entre les films et les logiciels de LucasArts »

## Ludographie
- Star Wars: Droid Works (1998)
- Star Wars Episode I : Le Nouveau Monde Gungan (1999)
- Star Wars : Les Défis de Yoda (1999)
- Star Wars: Droïdes mécanos (1999)
- Star Wars: Anakin's Speedway (2000)
- Star Wars : Planète Eveil (2000)
- Star Wars : Le Maître des maths (2000)
- Star Wars: Jar Jar's Journey (2000)
- Star Wars: Super Bombad Racing (2001)